# Videobandspelare

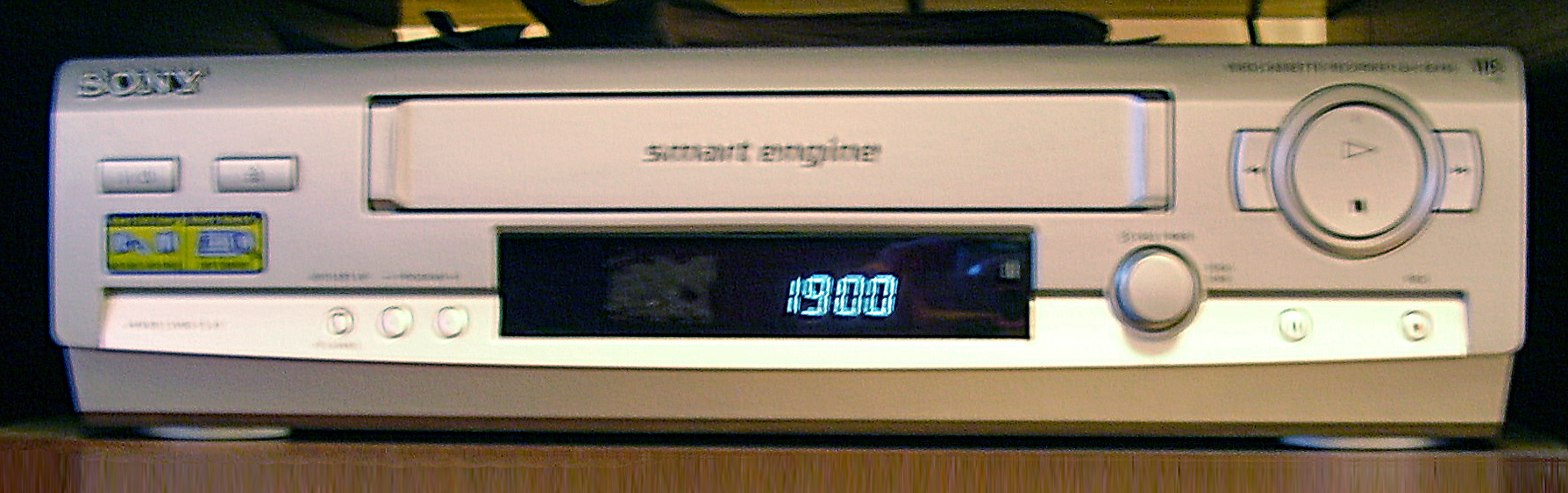
En VHS-bandspelare från Sony.

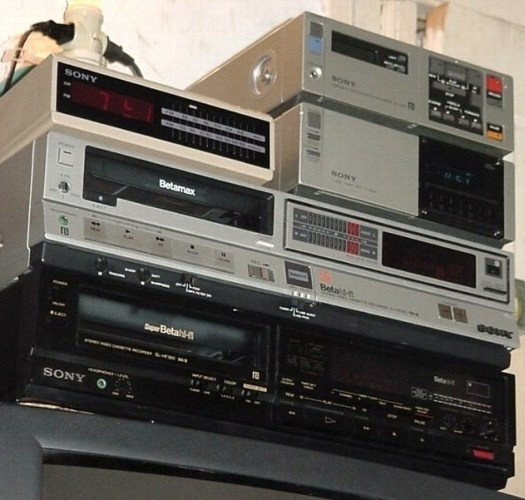
Två Betamax-videobandspelare.

En videobandspelare, även kallad video i folkmun, är en elektromekanisk apparat för att spela in (registrera) samt spela upp (återskapa) videoinformation till och från speciella magnetband. De flesta videobandspelare har en inbyggd tv-mottagare för att spela in videoinformation från tv-sändningar, samt även en så kallad kompositvideoingång, det vill säga en ingång för en ren videosignal utan bärvåg till skillnad från fallet med tv-sändningar, för anslutning av videokameror.
Videomarknaden har varit arena för ett formatkrig, det så kallade videokriget, mellan formaten Betamax och VHS.

## Historik
Föregångaren till videobandspelaren var kinescopet. Detta var en tv-skärm och filmkamera som var ihopbyggd och som spelade in program på en 16 millimeters fotografisk film, vilken senare behövdes framkallas på kemisk väg. 
De första videobandspelarna för professionellt bruk konstruerades i början av 1950-talet. Det var företaget Ampex som löste problemet för video, då man frekvensmodulerade videosignalen när den överfördes till magnetbandet. Den första kommersiellt tillgängliga videobandspelaren demonstrerades av Ampex i april 1956. Videobandspelare för konsumentbruk dök upp i Sverige 1972 och var av formatet VCR från Philips. På grund av att elektronikrevolutionen ännu inte riktigt kommit igång var all elektronik i de första spelarna byggda med diskreta komponenter. De var följaktligen klumpiga, dyra och hade kort speltid, maximalt 70 minuter. På grund av det höga priset användes de i huvudsak av skolor och företag för utbildning och reklam.
Under de efterföljande åren förbättrades formatet till nya derivat som VCR-LP med fördubblad speltid och, från Grundig, SVR med fyrdubblad speltid. Med ett specialband gjort på tunnare bas kunde SVR-spelare ha en speltid på upp till 6 timmar. Inget av dessa format kunde dock mäta sig med de nyare formaten VHS, som JVC introducerade 1976, samt Betamax från Sony som kom 1975. I det formatkrig mellan Betamax och VHS som följde avgick VHS som segrare tack vare att JVC licensierade formatet generöst till många tillverkare medan Sony försökte sig på en monopolstrategi. Likheten mellan utvecklingen inom datorbranschen där PC hade många tillverkare och Macintosh bara hade en är slående. 
På grund av denna skillnad i marknadsföringen hade VHS ett större urval av fabrikat, modeller och priser. En annan fördel var att det släpptes fler filmer på VHS eftersom formatet var mer spritt tack vare mångfalden av videoapparater och att VHS-tillverkarna delvis sponsrade de företag som kopierade videokassetter. I övrigt var formaten likvärdiga prestandamässigt; speltiden var något längre för Betamax men båda hade band med upp till 3 timmars speltid. Bildmässigt var Betamax-maskinerna också något bättre.
I Sverige och de flesta länder var utbudet av titlar på hyr- och köpfilmer flerfaldigt större för VHS än för Betamax. Dessutom var det stora urvalet av erotisk underhållning på VHS också något som gagnade formatet. Philips och Grundig försökte 1979 att introducera ett nytt videoformat, kallat Video2000, men trots bättre prestanda än både VHS och Betamax kunde inte det nya formatet hävda sig mot det vid detta laget väletablerade VHS och följden blev att Video2000 togs ur produktion 1988.
Från 1996 och framåt har videobandspelare alltmer fått ge vika för dvd (i Sverige lanserat hösten 1998), inspelningsbar DVD, TV-mottagare med inbyggd hårddisk, nedladdning och numer streaming.

## Olika modeller
- Sony DSR-11 är en digital videobandspelare som klarar att spela formaten DV Cam och Mini DV.
- Sony DSR-25 är en digital videobandspelare som kan spela formaten DV Cam och Mini DV.